# Unione coltivatori italiani
L’Unione coltivatori italiani (UCI) è un'associazione di categoria operante nel settore dell'agricoltura italiana.

## Storia

### Le origini
L'Unione coltivatori italiani nasce formalmente nel 1966 e si costituisce legalmente nel 1972. Polarizza le adesioni di buona parte di quel movimento contadino di matrice socialista, protagonista nella vita delle campagne già nell'immediato dopoguerra, in direzione dell'uguaglianza di tutti i lavoratori della terra sul piano economico e sociale, oltre che giuridico.
Nel 1971 l'Uci dà vita all’Enpac, l'ente di patronato, motore della crescita nel territorio.

### L'assetto istituzionale
È il parlamentare socialista abruzzese Nello Mariani, promotore del sindacato, a determinare sin dall'inizio l'avvio del processo organizzativo nelle campagne in netta contrapposizione con la Coldiretti e la Confagricoltura, da un lato, e dell'Alleanza contadini e della Federmezzadri dall'altro. L'associazione costituisce il naturale approdo per tutti i socialisti del mondo agricolo, operando a sostegno della nazionalizzazione di alcuni comparti produttivi, dell'instaurazione di un'economia mista e soprattutto per il raggiungimento di forme di sicurezza sociale per i lavoratori.

### L'epoca di Bettino Craxi
Gli anni settanta e ottanta, con l'ascesa di Bettino Craxi, rappresentano un periodo di crescita per il sindacato agricolo. Anche grazie ai presidenti Franco De Carli, Leopoldo Garau, Mariano Landi, Italo Giambalvo e ai segretari generali Angelo Sollazzo e Giovanni Drago oltre ai membri della direzione nazionale dell'Unione coltivatori italiani – numerose tematiche agricole entrano nell'agenda dei governi, in particolare dal 4 agosto 1983 al 17 aprile 1987, quando in due esecutivi consecutivi, Craxi è il primo socialista a ricoprire, nella storia repubblicana, la carica di presidente del Consiglio dei ministri.
Per l'agricoltura e per l'ambiente è l'epoca che vede, tra l'altro, gli adeguamenti per il Ministero dell'agricoltura e delle foreste, l'istituzione del Servizio nazionale di protezione civile (1983) e del Ministero dell'Ecologia (1984), il varo di leggi per lo sviluppo del settore bieticolo-saccarifero (1983), per la disciplina dei fertilizzanti (1984), per la prevenzione e repressione delle sofisticazioni alimentari (1985-1986), ma anche in materia di tutela del suolo, delle acque, di smaltimento dei rifiuti e di controlli ambientali.

### Gli anni novanta
La nascita e l'affermazione dellaConfederazione produttori agricoli (Copagri) all'inizio degli anni novanta (riconosciuta dal Cnel nel 1995), federazione di organizzazioni agricole di cui l'Uci è stato socio fondatore, contribuisce a determinare nuovi equilibri nel panorama delle rappresentanze agricole. 
Il 24 aprile 2007,  Confederazione produttori agricoli e Confederazione italiana agricoltori stipulano a Roma, presso la sala del Carroccio in Campidoglio, un "patto federativo aperto", fondato su azioni ed iniziative comuni orientate alla innovazione della rappresentanza e delle imprese agricole.
Gli altri sindacati che hanno costituito la Copagri sono l'Acli-Terra, l'Associazione italiana coltivatori (Aic), l'Unione generale coltivatori (Ugc) della Cisl, l'Unione italiana mezzadri e coltivatori diretti (Uimec) della Uil. 
Ad Oggi la Copagri è una Confederazione di produttori agricoli dalla cui compagine sono uscite tutte le organizzazioni costituenti, nessuna di queste pertanto fa più parte della Confederazione.

### I servizi
L'Unione coltivatori italiani assicura ai propri associati, a livello nazionale, regionale e provinciale, servizi di consulenza fiscale, formativa, legale, tributaria attraverso le seguenti organizzazioni
- Caf[3]. Il Centro Assistenza Fiscale fornisce assistenza nei rapporti con l'Agenzia delle entrate e grandi sostituti d'imposta, per persone fisiche e giuridiche. Presenta dichiarazioni dei redditi, modelli 730 e Unico, dichiarazioni Isee e Red e detrazioni d'imposta.
- ItalyCibus[4]. Consorzio agroalimentare che mira alla selezione delle produzioni di nicchia del made in Italy e le promuove all'estero secondo i principi dell'etica, della salvaguardia dei valori tradizionali e dei territori e della difesa della sicurezza alimentare.
- Patronato Enac[5][6]. Svolge attività di consulenza, di assistenza e di tutela, così come previsto dalla legge 152/2001, per prestazioni previdenziali, socio-assistenziali (comprese quelle in materia di immigrazione), e di quelle erogate dal servizio sanitario nazionale e dai fondi previdenziali.
- Unaat[7]. Si occupa di turismo ambientale, agriturismo e pleinair.
- Unap[8]. L'Unione Nazionale Pensionati si adopera per la tutela dei pensionati e dei loro familiari.